# 梅迪辛博 (怀俄明州)
梅迪辛博（英語：Medicine Bow），是美国怀俄明州卡本县（Carbon）下属的一座城市。该市的人口在2000年为274人，2010年有284，2011年则估计有283人。